# Magic Ring
『Magic Ring』（原題：愛情魔戒）は、台湾のテレビドラマ。
2004年に台湾の中華電視公司で放送された。2007年にホームドラマチャンネルで放送されたほか、地上波では2009年5月15日から2009年6月12日までサンテレビで放送された。

## エピソード・サブタイトル
全21話
| 各話   | サブタイトル   |
| ------ | -------------- |
| 第1話  | 奇跡           |
| 第2話  | よみがえる記憶 |
| 第3話  | 伝わらない思い |
| 第4話  | 惹かれあう心   |
| 第5話  | 最後の手紙     |
| 第6話  | 通じる想い     |
| 第7話  | 痛む心         |
| 第8話  | 策略           |
| 第9話  | 暴かれた過去   |
| 第10話 | 悲しい取引     |
| 第11話 | 友情           |
| 第12話 | 決心           |
| 第13話 | 戻れない道     |
| 第14話 | けじめ         |
| 第15話 | 崩壊           |
| 第16話 | 約束の日       |
| 第17話 | 悲しい別れ     |
| 第18話 | 和解           |
| 第19話 | 深まる溝       |
| 第20話 | 決断の時       |
| 第21話 | マジックリング |

## キャスト
| 役名                                            | 俳優名                          |
| ----------------------------------------------- | ------------------------------- |
| ドゥ・ジンハン （杜競航）                       | 鄭元暢 （ジョセフ・チェン）     |
| ポン・シャオジュン （彭小均）                   | 夏于喬 （シア・ユーチャオ）     |
| クーティン （郭可亭） リー・ユィチン （李語晴） | 銭韋杉 （ウイニー・チェン）     |
| ジャーカイ （丁哲凱）                           | 白吉勝 （ベン・パイ）           |
| マーク （馬克）                                 | 郭世倫 （グオ・シールン）       |
| ドゥ・バイチェン （杜百誠）                     | 勾峰 （ゴウ・フォン）           |
| ロンサオ （容嫂）                               | 仇政 （チウ・ジュヨン）         |
| ドゥ・ジンユアン （杜競遠）                     | 呉中天 （ウー・チョンティエン） |
| アメイ （阿妹）                                 | 黄僅雯 （ホアン・ジンウェン）   |
| ニウニウ （妞妞）                               | 蕭穎 （シャオ・イン）           |
| リリー （莉莉）                                 | 王凱蒂 （キャサリン・ワン）     |
| ガオ・ジエション （高傑生）                     | 隆宸翰 （ロン・チェンハン）     |

## スタッフ
- 監督 - 楊冠玉
- プロデューサー - 柴智屏（アンジー・チャイ）、廖俊彥、黃旭暉

## 主題歌
オープニングテーマ
- 『我們的幸福呢』

歌 - 費翔（クリス・フィリップス）
エンディングテーマ
- 『再見』

歌 - 費翔（クリス・フィリップス）